# Settignano
Settignano  est un frazione, quartier de Florence, situé au nord-est de celle-ci limitrophe avec la commune de Fiesole.

## Histoire
Le petit bourg  est le lieu de naissance de plusieurs sculpteurs de la renaissance florentine, notamment Desiderio da Settignano en 1430, les frères Gamberini, Bernardo Rossellino en 1409 et Antonio Rossellino en 1427, Bartolomeo Ammanati en 1511, Luca Fancelli en 1430, Domenico Fancelli en 1469, Valerio Cigoli en 1529.
Le jeune Michel-Ange y a été élevé jusqu'à ses dix ans dans une ferme appelée aujourd'hui Villa Michelangelo par une nourrice, femme et fille de tailleurs de pierre qui exploitaient une des carrières de marbre de Settignano dont la présence explique l'engouement des sculpteurs dans ses terres.
Des vestiges romains de l'époque de Septime Sévère (fin IIe siècle) y ont été découverts, ce qui a fait l'objet  d'une statue au XVIe siècle érigée sur la  place la plus ancienne du pays mais qui fut détruite en 1944. 
Settignano était un lieu de villégiature sûr pendant l'été pour les Guelfes florentins. Giovanni Boccaccio et Niccolò Tommaseo y appréciaient sa fraîcheur, ses vignes et ses plantations d'oliviers, paysage typique toscan.
En 1898 Gabriele D'Annunzio achète la Villa della Capponcina dans les alentours de Settignano, pour être plus près de sa maîtresse l'actrice Eleonora Duse, résidant Villa Porziuncola. 
Dans les années 1920, le peintre et graveur franco-toscan Alfredo Müller, ami du collectionneur Egisto Fabbri, a habité la Villa La Colombaia située un peu plus haut que la Capponcina.
Près de Settignano se trouve la Villa Gamberaia, une villa du XIVe siècle, célèbre pour ses jardins à l'italienne, détruite pendant la guerre et reconstruite à l'identique.
La colline est parsemée de villas médicéennes, dont la plus connue est la villa I Tatti, qui a appartenu à Bernard Berenson et de Mary Berenson, tous les deux historiens d'art américains spécialistes de la Renaissance italienne et collectionneurs. La villa Tatti est désormais siège du Centre de l'histoire de la Renaissance de l'université Harvard.
Dans l'église Santa Maria du XVIe siècle, on trouve un pupitre de Bernardo Buontalenti et des terres cuites robbiennes[réf. souhaitée].

## Personnalités liées à la commune
- Desiderio da Settignano né en 1430,
- Bernardo Rossellino né en 1409,
- Antonio Rossellino né en 1427,
- Bartolomeo Ammanati né en 1511,
- Luca Fancelli né en 1430,
- Domenico Fancelli né en 1469,
- Valerio Cigoli né en 1529,
- Bernard Berenson (1865-1959), historien de l'art et collectionneur américain mort en 1959,
- Mary Berenson (1864-1945), historienne de l'art et collectionneuse américaine y vit.